# موخد
موخد (به انگلیسی: Mukhed) یک منطقهٔ مسکونی در هند است که در بخش ناندد واقع شده‌است. موخد ۲۷٬۶۵۰ نفر جمعیت دارد.